# WireFusion
Le logiciel WireFusion est édité par la société Demicron basée en Suède.
Demicron est un des leaders (voir aussi Virtools, Quest3D, Shockwave) actuel dans la création de solutions et d'applications 3D temps réel pour Internet, la solution WireFusion permet d'afficher des projets en 3D temps réel sur un site web sans avoir besoin d'installer de plugin dans le navigateur.
Cette solution 3D temps réel se repose sur l'utilisation de la machine virtuelle Java de Sun. Aujourd'hui 98 % des ordinateurs dans le monde possèdent une machine Java (JVM) installée par défaut.
Au même titre que le plugin Flash de la société Adobe Systems, la JVM est donc très répandue.
Ce logiciel permet la réalisation de contenu multimédia interactif en 2D et 3D temps réel de très haut niveau sur Internet avec des médias comme : MP3, MPEG, FLASH, 2D, 3D, ...
Il est également ouvert à des développements de haut niveau avec son intégration du langage JAVA / API 3D mais aussi JavaScript, PHP et MySQL ! 
Demicron WireFusion est ouvert à de nombreux logiciels 3D, en effet son format de fichier 3D est basé sur le VRML / X3D et permet donc à toutes les applications 3D disposant d'un exporteur dans ce format de travailler avec WireFusion.
Les domaines d'applications de WireFusion sont nombreux :
- Présentations d'objets 3D
- Prototypes industriels
- Visites virtuelle
- Architecture
- Imagerie scientifique
- Jeux en ligne
- Applications multimédia